# Іван Мартич
Іван Мартич (нім. Ivan Martić, нар. 2 жовтня 1990, Уцвіль) — швейцарський футболіст хорватського походження, захисник румунського клубу «КС Університатя».

## Ігрова кар'єра
Вихованець клубу «Санкт-Галлен», де одразу не став основним гравцем, здебільшого виступаючи за молодіжну команду, тому 2010 року був відданий воренду до ніжчолігового клубу «Шаффгаузен». Повернувшись влітку 2010 року до «Санкт-Галлена», він відіграв за нього наступні чотири роки. 25 листопада 2012 року Мартич забив свій перший гол на найвищому рівні, зрівнявши рахунок у домашній грі з «Люцерном» (1:1).
2 липня 2014 року на правах вільного агента перейшов до італійської «Верони», підписавши трирічний контракт. 31 серпня того ж року він зіграв свій перший матч у Серії А, вийшовши в основному складі в гостьовому матчі першого туру проти «Аталанти». До кінця сезону він провів 16 матчів у вищому дивізіоні Італії, а також двічі зіграв у Кубку Італії, втім так основним гравцем і не став.
В результаті 27 липня 2015 року Мартич перейшов у команду італійської Серії B «Спеція». Але і тут швейцарець не зміг закріпитись в основі, тому по завершенні одного сезону, 26 липня 2016 року Мартич уклав трирічний контракт з хорватською «Рієкою». За підсумками сезону 2016/17 Мартич допоміг «Рієці» вперше у своїй історії виграти «золотий дубль».
4 вересня 2017 року Мартич підписав трирічний контракт з румунським клубом «КС Університатя». У травні 2018 року команда виграла Кубок Румунії, здобувши перемогу з рахунком 2:0 у фіналі проти клубу другого дивізіону «Германнштад», а Мартич відіграв увесь матч. 22 квітня 2020 року Мартич покинув клуб після того, як його контракт було розірвано за обопільною згодою.
31 серпня 2020 року Мартич уклав контракт з клубом «Сьйон», у складі якого провів наступні два роки своєї кар'єри гравця, після чого влітку 2022 року провернувся до «Університаті». Станом на 3 серпня 2022 року відіграв за крайовську команду 2 матчі в національному чемпіонаті.

## Статистика виступів

### Статистика клубних виступів
| Сезон                    | Команда                  | Чемпіонат                | Чемпіонат | Чемпіонат | Національний кубок | Національний кубок | Національний кубок | Континентальні кубки | Континентальні кубки | Континентальні кубки | Інші змагання | Інші змагання | Інші змагання | Усього | Усього |
| Сезон                    | Команда                  | Ліга                     | Ігор      | Голів     | Ліга               | Ігор               | Голів              | Ліга                 | Ігор                 | Голів                | Ліга          | Ігор          | Голів         | Ігор   | Голів  |
| ------------------------ | ------------------------ | ------------------------ | --------- | --------- | ------------------ | ------------------ | ------------------ | -------------------- | -------------------- | -------------------- | ------------- | ------------- | ------------- | ------ | ------ |
| 2008–09                  | «Санкт-Галлен»           | ЧЛ (ІІ)                  | 1         | 0         | КШ                 | 0                  | 0                  | -                    | -                    | -                    | -             | -             | -             | 1      | 0      |
| 2009–10                  | «Санкт-Галлен»           | СЛ                       | 1         | 0         | КШ                 | 0                  | 0                  |                      | -                    | -                    | -             | -             | -             | 0      | 0      |
| 2009–10                  | «Шаффгаузен»             | ЧЛ (ІІ)                  | 15        | 3         | КШ                 | 0                  | 0                  |                      | -                    | -                    | -             | -             | -             | 15     | 3      |
| 2010–11                  | «Санкт-Галлен»           | СЛ                       | 12        | 0         | СА                 | 3                  | 0                  |                      | -                    | -                    | -             | -             | -             | 15     | 0      |
| 2011–12                  | «Санкт-Галлен»           | ЧЛ (ІІ)                  | 22        | 0         | КШ                 | 4                  | 0                  | -                    | -                    | -                    | -             | -             | -             | 26     | 0      |
| 2012–13                  | «Санкт-Галлен»           | СЛ                       | 15        | 1         | КШ                 | 3                  | 0                  | -                    | -                    | -                    | -             | -             | -             | 18     | 1      |
| 2013–14                  | «Санкт-Галлен»           | СЛ                       | 25        | 0         | КШ                 | 4                  | 0                  | ЛЄ                   | 4                    | 0                    | -             | -             | -             | 33     | 0      |
| Усього за «Санкт-Галлен» | Усього за «Санкт-Галлен» | Усього за «Санкт-Галлен» | 76        | 1         |                    | 14                 | 0                  |                      | 4                    | 0                    |               | -             | -             | 94     | 1      |
| 2014–15                  | «Верона»                 | A                        | 16        | 0         | КІ                 | 2                  | 0                  | -                    | -                    | -                    | -             | -             | -             | 18     | 0      |
| 2015–16                  | «Спеція»                 | B                        | 14        | 0         | КІ                 | 2                  | 0                  | -                    | -                    | -                    | -             | -             | -             | 16     | 0      |
| Усього за кар'єру        | Усього за кар'єру        | Усього за кар'єру        | 120       | 4         |                    | 18                 | 0                  |                      | 4                    | 0                    |               | -             | -             | 142    | 4      |

## Титули і досягнення
- Чемпіон Хорватії (1):

«Рієка»: 2016/17
- Володар Кубка Хорватії (1):

«Рієка»: 2016/17
- Володар Кубка Румунії (1):

«КС Університатя»: 2017/18